# Европейска част на Русия
Европейска Русия е частта от територията на Русия, разположена в континента Европа.
Обхваща западните части на страната, до планинската верига Урал. С площ около 3 960 000 km² тя заема приблизително 40% от територията на Европа.
Европейска Русия включва около 23% от общата територия на страната. В същото време там живеят 78% от населението при средна гъстота 27 души на квадратен километър, докато в Азиатска Русия средната гъстота е едва 2,5 души на квадратен километър.